# 150毫米TbtsK C/36型艦炮
15厘米TbtsK C/36（英語：15 cm TbtsK C/36 naval gun）是納粹德國海軍於第二次世界大战期間搭載於1936年A（Mob）型驱逐舰以上所搭載的中型艦載主炮。此外，它亦被用作海岸炮。
之所以設計這款武器，是因為德國海軍總司令部（德語：Oberkommando der Marine，常縮寫為「OKM」）認為1936年和1936年A型驅逐艦所搭載的12.7厘米（5.0英寸）主炮有可能不及那些潛在的敵方。然而，在實際搭載在艦艇以上時，這些火炮卻造成了嚴重的超重問題，因為它們裝在艦艇以上會增加相當大的重量。為了應對這種增加的重量，驅逐艦需要拆卸一門火炮，有時為了保持搭載五門主炮而採用了一座雙聯火炮。

## 設計背景
1932年，威瑪國家海軍批准了一項新計劃，用於1,500噸（1,500長噸； 1,700短噸）級驅逐艦。該項目的設計工作立即在斯德丁的伏爾鏗船廠（Vulcan Shipyard）和埃爾賓的F希肖船廠（F Schichau yard）展開。它們所載的主炮口徑為12.7厘米（5.0英寸），試圖令其火力有著匹敵或超越其他國家的驅逐艦，通常口徑在12厘米（4.7英寸）到13厘米（5.1英寸）之間。口徑達到15厘米的TbtsK C/36最初設計用於魚雷艇以上，但其後對它裝設在驅逐艦以上的使用可能進行了研究，並且於1936年在1934年和1934年A型兩級驅逐艦投入試運行以後，開始對它倆進行重新裝備。這時海軍總司令部認為1936年和1936年A型驅逐艦的12.7厘米（5.0英寸）主炮可及不如某些潛在敵方，因此下令要求新型的1936型驅逐艦需要搭載15厘米（5.9英寸）主炮。
為了測試15厘米長的火炮，1938年，德國驅逐艦Z8 布魯諾·海涅曼號將其搭載的12.7厘米SK C/34主炮都替換為五門15厘米TbtsK C/36單裝主炮。但很快就發現不僅火炮本身造成問題，就連炮架也過重。艦艇以上的新型重物如此地仰抬重量，嚴重損害了其穩定性；在大風浪中時，五門主炮當中只有兩門可以使用。雖然為了解決該問題而卸下了一門15厘米口徑的火炮，但這不能解決問題。結果，Z8 布魯諾·海涅曼號很快重新裝上了其舊型12.7厘米主炮。

## 火炮特性
15厘米TbtsK C/36艦炮的實際口徑剛好為14.91厘米（5.87英寸），重達7,200公斤（15,900磅），總長度為7.165米（23.51英尺），炮膛長度為6.815米（22.36英尺），膛室容積為212立方厘米（12.9立方英寸），膛線長度為558.7厘米（220.0英寸）。它具有44條陰膛，尺寸均為1.75毫米（0.069英寸）乘6.14毫米（0.242英寸）。它發射了一枚重達45.3千克（100磅）的炮彈，由13.5千克（30磅）的RPC/38裝藥所推進，炮口初速為875米／秒（2,870英尺／秒）。該火炮的工作壓力為3,000千克／平方厘米（43,000磅／平方英寸），可發射約1,600發炮彈。該火炮在47°仰角下的最大射程為23.55公里（14.63英里）。

### 火炮機件
15厘米TbtsK C/36艦炮為半自動操作，具有水平滑動式後膛，需要手動打開才能裝填首發炮彈。第一枚炮彈是藉由位於後膛環的右側後膛水平儀所裝填。炮管稍為鬆動，但藉由後膛螺母固定在後膛末端。該炮具有电磁式觸發電路，亦可在緊急情況下藉由機械系統作後備手段。該炮設置於TbtsL C/36炮架以上；而炮架則設置在圓柱狀支柱以上，後者通過十四根螺栓固定在基座以上。炮架的垂直軸轴承位於支柱的中央，並且由齒狀迴旋環所覆蓋。炮架本身是由防破片炮盾、迴旋和仰抬機構、緩衝器、炮手座位、瞄準具、扳機、遙控機構和電動火炮电动机所構成。1943年，曾進行一項測試，在15厘米TbtsK C/36艦炮的炮管以上新增了炮口加熱器，以防止炮管在結冰的溫度下結冰；但是當發現兩者都將消耗過多的電能，而且會對炮架的起重裝置上施加過大的壓力時，這種方案就被廢棄了。搖架是由空心管、兩台液壓緩衝器（最多可吸收58,000千克（128,000磅）的後座力）和氣動換熱器所製成。

### 控件
15厘米TbtsK C/36艦炮的迴旋和仰抬機構是由手動或電動驅動，後者即是藉由液壓手柄的控制以提供動力。左側的炮手控制著迴旋和仰抬機構。進行動力迴旋時，可以通過手輪簡單地控制火炮的運動，最大迴旋角度為150°。需要恢復為手動控制時，必須鬆開所有手柄。在緊急情況以下，右側炮手亦可控制火炮的迴旋和仰抬。該炮裝有兩款扳機系統，一款是電磁式，而另一款是機械式。兩名炮手都設有與機械系統連動的腳踏板，如有需要，亦可以通過將掛繩連接到扳機高度上作直接擊發。兩名炮手的右手輪以上都裝有用作扳機的開關，用以控制其電磁電路，如有需要，亦可以通過司令塔遙控擊發。兩名炮手的立體瞄準器都聯繫在一起，亦可以將其放大5倍至10倍。右炮手負責對射擊仰角進行校正，該校正由兩組補償齒輪提供。第一檔，也稱為“ Regler”檔，可根據所使用的彈藥類型進行校正，第二檔則補償炮管的磨損。擊發信息通過電線，從擊發方向中心傳輸到火炮。兩名炮手都配有一台接收器，他們的設置會被發送到擊發方向中心，後者也裝有一台鏈接到火炮的對講機。

## 火炮外殼

### C/36單裝砲塔
C/36炮殼的總重量為18,800千克（41,400磅），分別是：炮管和後膛重量為7,200千克（15,900磅）、通訊座和迴轉齒輪為1,730千克（3,810磅；經1942年改裝以後減至僅為1,500千克，即3,300磅）、炮架為3,885公斤（8,565磅）、炮盾為4,153千克（9,156磅）、瞄準具為650公斤（1,430磅），以及電線和機械設備等為580千克（1,280磅）。炮殼亦可能會額外增加重達330千克（730磅）的輔助設備。在五座單裝砲塔當中，第一座的砲塔A（安東）可以從30°到0°到330°範圍內迴旋；第二座的砲塔B（布魯諾）可以從40°到0°再到320°範圍內迴旋；第三座的砲塔C（采撒）可以在20°到0°到340°範圍內迴旋；第四座的砲塔D（朵拉）可以從27°到0°再到333°範圍內迴旋；最後第五座的砲塔E（埃米爾）可在42°到0°到318°範圍內迴旋。所有砲塔都可將艦炮降至–10°，或高仰至30°。
C/36炮殼由防破片罩所包裹，該護罩覆蓋了艦的前部、側面與頂部，但並不覆蓋後部。其炮殼的正面裝甲厚度為10毫米（0.39英寸），側面和頂面則是6毫米（0.24英寸）。前側包含兩道用作瞄準口、可以關閉的襟板，一扇位於中央炮口的右側，而另一扇則是左側。護罩的腳根以上裝有四道檢查襟板，其中兩扇在前方，而在左右兩側都設有一扇。這些襟板使得動力迴旋設備易於維修。炮架是從艦船以上的主電源，以220電子伏特（35 aJ）直流電所供應。該电流為觸發電路螺線管供電，當中包括1千瓦（1.3馬力）永久功率和3千瓦（4.0馬力）用於迴旋和仰抬電機時的峰值輸出，以及炮架的可移動式輔助照明。艦炮瞄準具、控制位置、後膛和擊發警告系統的燈（閃爍的藍色和紅色燈，以及蜂鳴器）均由4電子伏特（0.64 aJ）的变压器所供電。

### DrhL C/38雙聯砲塔
DrhL C/38砲塔最初是為了“O”、“ P”和“ Q”級战列巡洋舰和巡洋舰所設計，但在這些艦艇的建設取消以後，決定將它倆用於裝備1936年A型驅逐艦。一般認為，一座雙聯砲塔可以將戰艦的有效火炮總數增至五門，而不會引起相同的重量問題，導致減至僅有四門。因此，兩門15厘米TbtsK C/36艦炮就裝進了DrhL C/38雙聯砲塔以內。儘管進行了廣泛的整合和其他修改，但新型的雙聯砲塔的重量仍然幾乎是C/36砲塔的兩倍，導致其大致重量與單純地補回第五門C/36艦炮相等。此外，將新型的DrhL C/38砲塔整合到現有的火控系統當中也存在問題。另有計劃將兩座這款砲塔搭載到新型的驅逐艦以上，但從未實施，更莫說到位。結果，DrhL C/38砲塔被用於Z23号、Z24号、Z25号、Z26号、Z27号、Z28号、Z29号、Z30号、Z31号、Z32号、Z33号、Z34号、Z37号、Z38号、Z39号、Z40号、Z41号和Z42号這些德國驅逐艦。
C/38砲塔是由皮特勒-托馬（Pittler-Thoma）液壓齒輪所仰抬，而該液壓齒輪是由電動機提供動力，迴旋亦是由電動機所達成。在緊急情況以下亦可以使用手動迴旋。C/38砲塔的內部設計幾乎與C/36的相同，而且其火炮與裝備都完全相同。這兩門火炮都具有一台阿德爾特（Ardelt）電動式彈藥捲揚機，而在砲塔後部亦裝有十發準備使用的補給彈藥，使得炮手可以在短時間以內開火，而不必等待捲揚機。這些即用型彈藥保存在密封的鋁製容器以內，而該容器本身亦被鎖在鍍锌的钢箱當中，以保持乾燥。
C/38的總重量為60.4噸（59.4長噸； 66.6短噸），分別是：炮管和後膛重量為7,200千克（15,900磅）、通訊座和迴轉齒輪為4,300千克（9,500磅）、炮架為22,250千克（49,050磅）、炮塔防盾為13,750千克（30,310磅）、瞄準具為650千克（1,430磅），以及電線和機械設備為2,400千克（5,300磅）。其砲塔的正面裝甲厚度為30毫米（1.2英寸）、側面為20毫米（0.79英寸）、頂面為20毫米（0.79英寸），以及後面為15毫米（0.59英寸）。砲塔的炮座直徑為3.2公尺（10英尺），砲塔本體直徑為2.8公尺（9英尺2英寸）、後座距離為440毫米（17英寸）。兩門火炮之間的距離為1,070毫米（3英尺6英寸）。火炮可以高達8°／秒的速度仰抬，並且以相同的速度迴旋。所有砲塔都可將艦炮降至–10°，或高仰至65°。在砲塔當中，第一座的砲塔A（安東）是唯一的DrhL C/38雙聯砲塔，可以從30°到0°到330°範圍內迴旋；第二座的砲塔B（布魯諾）可以從42°到0°再到318°範圍內迴旋；第三座的砲塔C（采撒）可以在27°到0°到333°範圍內迴旋；最後第四座的砲塔D（朵拉）可以從20°到0°再到340°範圍內迴旋。

## 靜態炮台
C/36艦炮亦被設置在眾多用於海防的靜態炮台當中。在諾曼底，濱海朗格炮台以上具有四座以钢筋混凝土所建造的炮台，每座炮台都裝設有C/36艦炮。火炮是由炮台前面的測距桿所控制。

## 外部連結
- （英文）—TbtsK C/36 on Navweaps.com（页面存档备份，存于）